# Cinto Euganeo
Cinto Euganeo – miejscowość i gmina we Włoszech, w regionie Wenecja Euganejska, w prowincji Padwa.
Według danych na rok 2004 gminę zamieszkiwało 2035 osób, 107,1 os./km².